# Foobar2000
foobar2000 — программный аудиопроигрыватель, разработанный Петром Павловским (пол. Piotr Pawłowski, англ. Peter Pawlowski), разработчиком-фрилансером, ранее работавшим на Nullsoft. Минималистичный интерфейс и высокая производительность программы сочетаются с широкими возможностями и расширяемостью.
Название foobar происходит от популярного в программировании имени метапеременной.

## Описание
Проигрыватель имеет минималистичный интерфейс с возможностью расширения и включает в себя множество функций для поддержки метаданных и высококачественного воспроизведения звука. Теоретический максимум частоты дискретизации и битовой ширины аудиовыхода превосходит возможности профессионального аудиооборудования. Для качественного воспроизведения аудио выполняются формовка шума и дизеринг. Существуют как официальные компоненты, так и компоненты сторонних разработчиков с большим ассортиментом дополнительных функций.
Ядро проигрывателя и встроенные аудиодекодеры из набора свободных библиотек FFmpeg поддерживают аудиоформаты сжатия с потерями — MPEG (MP1, MP2, MP3), AAC, Musepack, WMA, Vorbis, Speex, Opus, AC-3, DTS, аудиоформаты сжатия без потерь — FLAC, WavPack, ALAC, Monkey's Audio, TAK; аудиоформат без сжатия PCM; аудиоконтейнеры Ogg, Matroska, WAV, AIFF, Au, SND, MP4, WebM, а также звуковые компакт-диски.

## Возможности

foobar2000 c интерфейсом на Panels UI

Возможности проигрывателя в стандартной поставке:
- архитектура открытых компонентов, позволяющая сторонним разработчикам расширять функциональность программы;
- полная поддержка Юникода;
- возможность прямого точного (англ. bit-exact) эксклюзивного вывода через Windows Audio Session (в Windows Vista SP1 и выше).
- выравнивание громкости и предотвращение клиппинга методом ReplayGain;
- перекодирование любых поддерживаемых аудиоформатов (требуются внешние кодировщики с поддержкой командной строки для различных форматов вывода) и копирование аудиодисков;
- улучшенные возможности обработки файлов: показ общей информации о файлах[уточнить] (англ. generic file info box) и массовое редактирование метаданных;
- широкие возможности настройки отображения списка воспроизведения;
- множественные списки воспроизведения;
- работа с фонотекой;
- настраиваемые горячие клавиши;
- бесшовное воспроизведение файлов (без пауз, англ. gapless);
- поддержка воспроизведения аудиопотоков;
- совместимость со скробблером Last.fm;
- прослушивание интернет-радиостанций с поиском radio-browser.

### Дополнительные возможности
В официальных авторских плагинах реализованы некоторые дополнительные функции:
- возможность прямого вывода на звуковую карту в обход системного микшера (англ. kernel output);
- возможность прямого вывода на звуковую карту через интерфейс ASIO 2.0

Выпускаются подключаемые компоненты (плагины), добавляющие поддержку форматов сжатия без потерь LPAC, TTA, OptimFROG, Shorten; трекерных аудиоформатов (MOD, TFMX, S3M и др.), в том числе аудиоформатов игровых приставок и игр для домашних компьютеров: NSF, SPC700, PSF, SID и других. Устанавливаемый официальный компонент FFmpeg Decoder Wrapper добавляет возможность декодировать через подключаемые сборки FFmpeg все многочисленные форматы аудиофайлов и кодеков поддерживаемых этим набором библиотек, включая устаревшие, например, TwinVQ и QDesign Music Codec.
Существуют подключаемые модули, позволяющие воспроизводить аудио и считывать метаданные из файлов, упакованных в архивы (с извлечением их во временные файлы незаметно для пользователя): в стандартной поставке (foo_unpack.dll) — ZIP, GZIP, RAR, 7-Zip; с дополнительными подключаемыми модулями (foo_unpack_lha.dll, foo_unpackunix.dll) — LHA, TAR, BZIP2.
Исходный код ядра — проприетарный и свободно не распространяется. Тем не менее, SDK для разработки плагинов публикуется под лицензией BSD.

### Качество звука
Касательно разницы в качестве звука современных программных проигрывателей автор дал ответ на официальном сайте:

Звук foobar2000 лучше чем у других плееров?
Нет. Большинство «различий в качестве звука», когда люди их «слышат» — это эффект плацебо (по крайней мере, в случае с реальной музыкой), так как фактические различия в полученных звуковых данных находятся ниже их уровня шума (1 или 2 младших бита для разрядности квантования 16 бит). foobar2000 имеет функции обработки звука, такие как программная передискретизация или 24-битный вывод на новые высококачественные звуковые карты, но большинство других популярных плееров способны делать то же самое.
Оригинальный текст (англ.)Does foobar2000 sound better than other players?
No. Most of “sound quality differences” people “hear” are placebo effect (at least with real music), as actual differences in produced sound data are below their noise floor (1 or 2 last bits in 16bit samples). foobar2000 has sound processing features such as software resampling or 24bit output on new high-end soundcards, but most of the other mainstream players are capable of doing the same by now.
— foobar2000.org — Часто задаваемые вопросы (англ.)

## Интерфейсы
По мере развития проигрывателя сформировались несколько различных пользовательских интерфейсов в виде подключаемых модулей: помимо стандартного (англ. default UI) получили развитие столбцовый[уточнить] (англ. columns UI) и панельный (англ. panels UI) интерфейсы. Интерфейс в виде панелей обладал большими гибкостью и возможностями, однако с версии 0.9.5.3 он перестал поддерживаться. Вместе с тем был улучшен стандартный интерфейс, ранее не имевший почти никаких настроек. Также появился ещё один альтернативный панельный компонент интерфейса (англ. iPanels UI), но из-за сложности использования со сценарным языком Squirrel развития он не получил (в качестве стандартного внутреннего сценарного языка программирования foobar2000 использует Tagz).

## Ограничения
Приложение разработано исключительно для операционных систем семейства Windows и выпускается только с англоязычным интерфейсом. Автор программы заявлял о нежелании создавать многоязычную версию. Начиная с версии 0.9.5 прекращена поддержка Windows 2000: при использовании штатного инсталлятора foobar2000 новых версий не может быть установлен в среде этой ОС.
Проприетарная лицензия проигрывателя разрешает свободное распространение только немодифицированных копий установщика программы. Однако русское сообщество пользователей проигрывателя открыто распространяло его модифицированные «сборки» с собственными инсталляторами, что привлекло внимание автора программы, в результате чего такая практика в форуме сообщества была прекращена.
Автор проекта выступает принципиально против возможности локализации и многоязычности интерфейса, поэтому foobar2000 доступен только на английском языке. Тем не менее, существуют неофициальные сборки с поддержкой русского языка, включающие в себя серьёзно модифицированные исполняемые файлы программы.
Автор не раскрывает спецификацию бинарных форматов файлов плейлиста (FPL) и конфигурационных файлов программы.

## foobar2000 для мобильных устройств
10 апреля 2014 года Павловский объявил о начале сбора средств через Kickstarter на разработку плеера foobar2000 для мобильных операционных систем.
Первые публичные версии для UWP, IOS и Android появились 10 мая 2016 года в соответствующих магазинах приложений Microsoft Store, App Store и Google Play.

## foobar2000 для Linux
5 июля 2017 года был создан репозиторий на GitHub в котором началась разработка по адаптации аудиоплеера foobar2000 для операционной системы Linux. В данный момент плеер доступен для установки в виде snap-пакета, через сервис snapcraft во всех популярных дистрибутивах Ubuntu, Fedora, Debian и многих других

## foobar2000 для Mac
29 декабря 2017 года представлена бета-версия foobar2000 for Mac — аудиоплеера для операционной системы macOS

## Оценки
В 2009 году Сергей и Марина Бондаренко в своём обзоре в электронном издании 3DNews отнесли foobar2000 к числу лучших аудиоплееров своего времени.
В том же году foobar2000 удостоился похвалы в обзоре на сайте Anything But iPod за то, что «старается быть лучшим простым, понятным, сервисным плеером, и… ему это удаётся. foobar2000 относится к тому редкому роду программ, которые просто работают и делают, то что заявлено, не пытаясь делать всё остальное».